# Willem van Jumièges

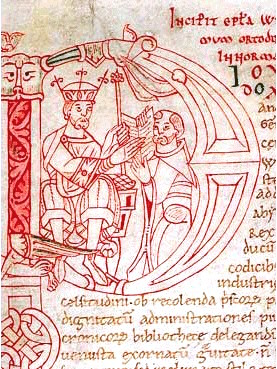
Willem van Jumièges

Willem van Jumièges (Guillaume de Jumièges) was een van de vroegste schrijvers over de Normandische verovering van Engeland in 1066. Hij was de oorspronkelijke schrijver van de kroniek Gesta Normannorum Ducum ("Daden van de Normandische hertogen") in 1070.
Er is weinig bekend over hem. De enige bron is een brief die hij schreef naar Willem de Veroveraar als een monnik van het klooster van Jumièges.
- Bibsys: 90787732
- Bibliothèque nationale de France: cb122973334 (data)
- CiNii: DA06947835
- Gemeinsame Normdatei: 100944698
- International Standard Name Identifier: 0000 0004 5589 2835
- Library of Congress Control Number: n91063145
- Nationale Bibliotheek van Israël: 987007271241905171
- Nederlandse Thesaurus van Auteursnamen: 097196479
- Istituto Centrale per il Catalogo Unico: TO0V151145
- LIBRIS: 187815
- Système universitaire de documentation: 031831532
- Virtual International Authority File: 259261547
- WorldCat: E39PCjrYxJVRjQFX9HWH9Jvtmm